# Castello di Godego
Castello di Godego är en ort och kommun i provinsen Treviso i regionen Veneto i Italien. Kommunen hade 7 198 invånare (2018).